# Прюньер (Изер)
Прюньер (фр. Prunières) — коммуна во Франции, находится в регионе Рона — Альпы. Департамент коммуны — Изер. Входит в состав кантона Матезин-Триев. Округ коммуны — Гренобль.
Код INSEE коммуны — 38326. Население коммуны на 1999 год составляло 312 человек. Населённый пункт находится на высоте от 592 до 1 617 метров над уровнем моря. Муниципалитет расположен на расстоянии около 520 км юго-восточнее Парижа, 125 км юго-восточнее Лиона, 33 км южнее Гренобля. Мэр коммуны — Michel Toscan, мандат действует на протяжении 2001—2008 гг.
Динамика населения (INSEE ):